# غلات صبحانه

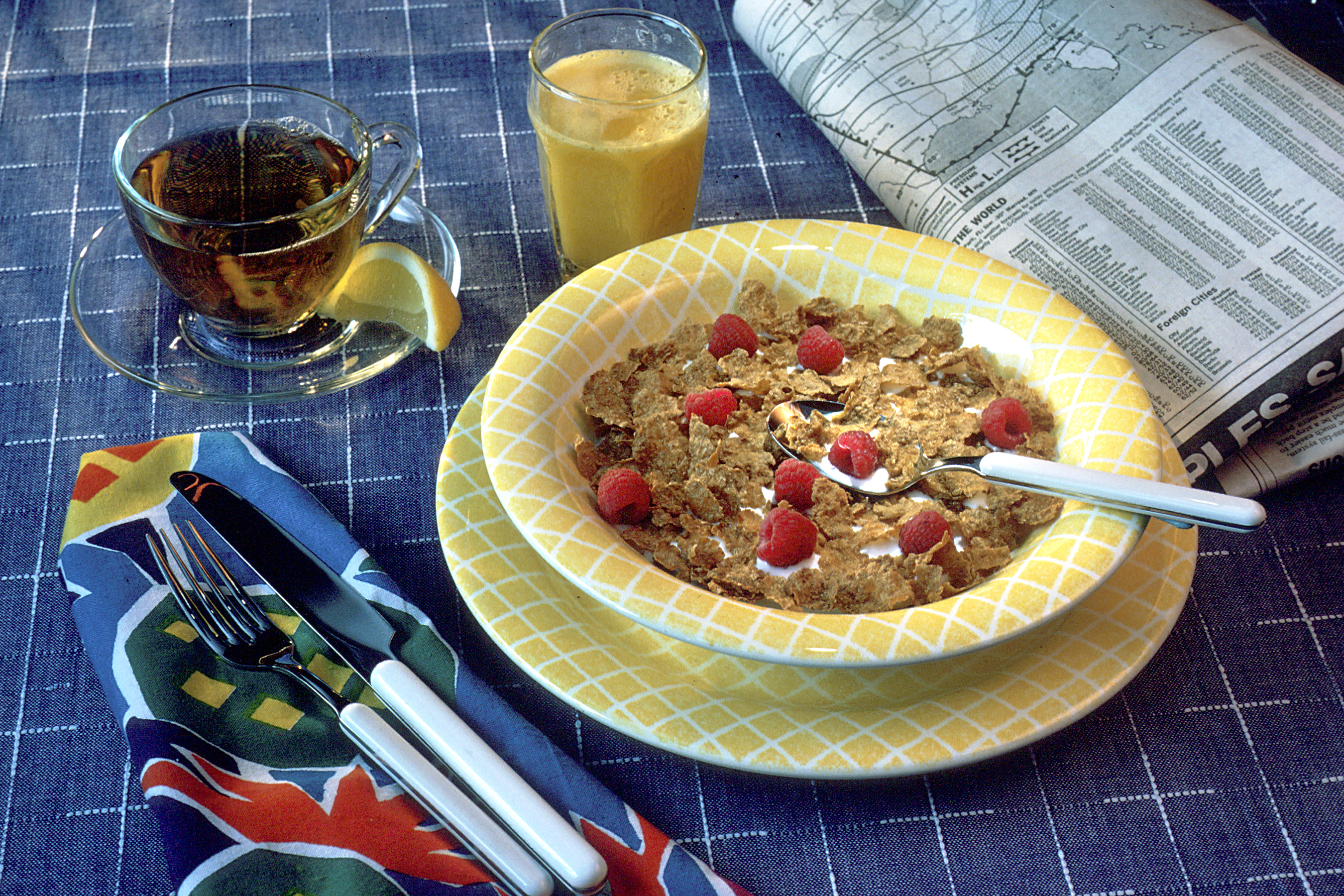
صبحانهٔ سرد با غلات صبحانه و تکه‌های تمشک

غلات صبحانه (به انگلیسی: Breakfast cereal) به غذایی گفته می‌شود که معمولاً در وعدهٔ غذایی صبحانه همراه با شیر یا ماست به صورت سرد خورده می‌شوند و به صورت ترکیب‌های متفاوتی ارائه می‌گردند و گاهی با میوه‌های خشک یا دانه‌های روغنی یا ترکیب چند غله یا شکلات و ترکیبات غذایی دیگر ارائه می‌گردد.
برگه ذرت یکی از متداول‌ترین نوع از غلات صبحانه است که به صورت ترکیبی با دیگر غلات یا ترکیب با تکه‌های میوه نیز ارائه می‌گردد.

## تاریخچه
غلات صبحانه در عهد باستان در اروپا به اشکال مختلف به صورت وعدهٔ غذایی صرف می‌شدند و در سده ۱۹ میلادی به صورت تجاری توسط شرکت‌های آمریکایی به شکل امروزی ارائه گردید.